# Správní obvod obce s rozšířenou působností Rýmařov
Správní obvod obce s rozšířenou působností Rýmařov je jedním ze tří správních obvodů rozšířené působnosti obcí v okrese Bruntál v Moravskoslezském kraji. Správní obvod zahrnuje města Břidličná a Rýmařov a dalších devět obcí.
Město Rýmařov je zároveň obcí s pověřeným obecním úřadem. Správní obvod obce s rozšířenou působností Rýmařov se kryje se správním obvodem pověřeného obecního úřadu Rýmařov.

## Seznam obcí
Poznámka: Města jsou vyznačena tučně, městyse kurzívou.
- Břidličná
- Dolní Moravice
- Horní Město
- Jiříkov
- Malá Morávka
- Malá Štáhle
- Rýmařov
- Ryžoviště
- Stará Ves
- Tvrdkov
- Velká Štáhle

## Obyvatelstvo
| Rok  | Obyv.  | ± %    |
| ---- | ------ | ------ |
| 1869 | 30 408 | —      |
| 1880 | 29 481 | −3 %   |
| 1890 | 27 758 | −5,8 % |
| 1900 | 26 176 | −5,7 % |
| 1910 | 26 116 | −0,2 % |

| Rok  | Obyv.  | ± %     |
| ---- | ------ | ------- |
| 1921 | 23 488 | −10,1 % |
| 1930 | 25 126 | +7 %    |
| 1950 | 15 645 | −37,7 % |
| 1961 | 15 901 | +1,6 %  |
| 1970 | 16 485 | +3,7 %  |

| Rok  | Obyv.  | ± %     |
| ---- | ------ | ------- |
| 1980 | 17 971 | +9 %    |
| 1991 | 17 749 | −1,2 %  |
| 2001 | 17 330 | −2,4 %  |
| 2011 | 15 500 | −10,6 % |
| 2021 | 14 193 | −8,4 %  |

## Mikroregion
Na území SO ORP Rýmařov působí Sdružení obcí Rýmařovska. Jeho členy jsou navíc i obce Dětřichov nad Bystřicí, Lomnice a Václavov u Bruntálu z SO ORP Bruntál.

## Místní akční skupina
Na území SO ORP Rýmařov působí MAS Rýmařovsko.

## Euroregion
Na území SO ORP Bruntál působí Euroregion Praděd.